# Verna Bloom
Verna Frances Bloom (Lynn, Massachusetts, 7 de agosto de 1938-Bar Harbor, Maine, 9 de enero de 2019) fue una actriz estadounidense. 

## Biografía
Bloom nació en Lynn, Massachusetts, y estudió en la Escuela del Museo de Bellas Artes de la Universidad de Boston.
Coprotagonizó la película de 1973 High Plains Drifter, de Clint Eastwood, y Where Have All The People Gone? de 1974, junto a Peter Graves y Kathleen Quinlan. Interpretó más de 30 papeles en películas para cine y televisión desde los años sesenta, incluyendo a María, madre de Jesús, en La última tentación de Cristo de 1988, y a Marion Wormer en National Lampoon's Animal House de 1978.

## Filmografía parcial
- Medium Cool (1969)
- Street Scenes (1970)
- The Hired Hand (1971)
- Badge 373 (1973)
- High Plains Drifter (1973)
- Where Have All The People Gone? (1974)
- Sarah T. – Portrait of a Teenage Alcoholic (1975)
- Animal House (1978)
- Playing for Time (1980)
- Honkytonk Man (1982)
- The Journey of Natty Gann (1985)
- After Hours (1985)
- La última tentación de Cristo (1988)